# 谢莉·奥唐奈
谢莉·奥唐奈（英語：Shelley O'Donnell，1967年4月1日—），澳大利亚女子篮网球运动员。她曾代表澳大利亚国家队参加1998年英联邦运动会篮网球比赛，获得一枚金牌。